# Lešće
Lešće (en serbe cyrillique : Лешће) est un quartier de Belgrade et l'un des plus grands cimetière de la capitale serbe. Il est situé dans la municipalité de Palilula.

## Présentation
Lešće est situé le long du Slanački put (la « route de Slanci ») et se présente comme une extension du quartier de Višnjička Banja. Au sud, le quartier s'étend jusqu'au faubourg de Slanci. Ce petit quartier résidentiel s'est développé autour du cimetière de Lešće.

## Transports
Le quartier et le cimetière sont desservis par deux lignes de bus de la société GSP Beograd : les lignes 35 (Trg Republike – Cimetière de Lešće) et 35L (Omladinski stadion – Cimetière de Lešće).